# 素因数
素因数（そいんすう、英: prime factor）とは、数学における自然数の約数になる素数のことである。ある数の素因数を求めてその積の形で表すことを素因数分解という。例えば 60 は 22×3×5 と素因数分解されるので 60 の相異なる素因数は 2, 3, 5 の3つである。また 7 は素数であるため、7 の素因数は 7 自身のみとなる。素因数のことを素因子（そいんし）、素因数分解のことを素因子分解ということもある。
2つの自然数が互いに素であることと、2つの自然数が共通の素因数を持たないことは同値である。なお 1 は素因数を持たない数であり、したがって 1 は全ての（1 自身を含めた）自然数と互いに素である。
自然数の素因数分解の結果は、素因数を掛ける順番の違いを除けば一意的に決まる。この事実は算術の基本定理と呼ばれている。

## 素因数の個数
自然数 n の相異なる素因数の個数を与える関数を ω(n) と表記し、n の重複も含めた素因数の総数を与える関数を Ω(n) と表記する。n が
{\displaystyle n=\prod _{i=1}^{k}p_{i}^{\alpha _{i}}=p_{1}^{\alpha _{1}}p_{2}^{\alpha _{2}}\dotsm p_{k}^{\alpha _{k}}}
（ただし p1, p2, ..., pk は相異なる素数、α1, ..., αk は 1 以上の整数） と素因数分解されるとき、
{\displaystyle \omega (n)=k,}
{\displaystyle \Omega (n)=\sum _{i=1}^{k}\alpha _{i}=\alpha _{1}+\dotsb +\alpha _{k}}
である。例えば、60 = 22・3・5 であるから、ω(60) = 3, Ω(60) = 2 + 1 + 1 = 4 である。
素因数は 2 以上であるから
{\displaystyle \Omega (n)\leq \log n/\log 2}
が任意の n に対して成り立ち、等号はちょうど n が2の冪乗であるときに成り立つ。
また、ω(n) の増加の割合は以下の式で表される。
{\displaystyle \limsup _{n\rightarrow \infty }{\frac {\omega (n)\log \log n}{\log n}}=1.}
より厳密には、以下の式が成り立つ。
{\displaystyle {\begin{aligned}\omega (n)&\leq 1.38402\,{\frac {\log n}{\log \log n}}&(n\geq 3),\\\omega (n)&\leq {\frac {\log n}{\log \log n}}+1.45743\,{\frac {\log n}{(\log \log n)^{2}}}&(n\geq 3),\\\omega (n)&\leq {\frac {\log n}{\log \log n-1.1714}}&(n\geq 26).\end{aligned}}}
自然数における具体的な ω(n) の値についてはオンライン整数列大辞典の数列 A001221を、 Ω(n) の値はオンライン整数列大辞典の数列 A001222を参照。

## 最大素因数
最大素因数（さいだいそいんすう、英: largest prime factor）とは、その数における最大の素因数になる素数のことである。その数が素数の場合はその数自身が最大素因数となる。
| 数             | 最大素因数(OEIS) | 数     | 最大素因数 (OEIS) |
| -------------- | ---------------- | ------ | ----------------- |
| フィボナッチ数 | A060385          | 三角数 | A069902           |
| n!−1           | A002582          | n!+1   | A002583           |
| 2n−1           | A005420          | 2n+1   | A002587           |
| 3n−1           | A074477          | 3n+1   | A074476           |
| 5n−1           | A074479          | 5n+1   | A074478           |
| 7n−1           | A074249          | 7n+1   | A227575           |
| 11n−1          | A274910          | 11n+1  | A062308           |

## 最小素因数
最小素因数（さいしょうそいんすう、英: smallest prime factor）とは、その数における最小の素因数になる素数のことである。その数が素数の場合はその数自身が最小素因数となる。
| 数             | 最小素因数(OEIS) | 数     | 最小素因数 (OEIS) |
| -------------- | ---------------- | ------ | ----------------- |
| フィボナッチ数 | A060383          | 三角数 | A069901           |
| n!−1           | A054415          | n!+1   | A051301           |
| 2n−1           | A049479          | 2n+1   | A002586           |

## 関連する数
- スミス数とは、合成数であって、その素因数の数字の和と各桁の数字の和が等しい数のことである。
- ルース＝アーロン・ペアとは、連続する自然数の組であって、それぞれの素因数の和が互いに等しくなる2つの数の組のことである。

- 2以上の自然数における素因数の和は 2, 3, 2, 5, 5, 7, 2, 3, 7, … である。(オンライン整数列大辞典の数列 A008472)
  - 完全数における素因数の和は 5, 9, 33, 129, 8193, … である。(オンライン整数列大辞典の数列 A239546)
- 2以上の自然数における素因数の積は 2, 3, 2, 5, 6, 7, 2, 3, 10, … である。(オンライン整数列大辞典の数列 A007947)
  - 完全数における素因数の積は  6, 14, 62, 254, 16382,  … である。これはメルセンヌ素数の2倍の数である。(オンライン整数列大辞典の数列 A139257)